# Контракт на любов
«Контракт на любов» — фільм 2008 року.

## Зміст
Головний герой входить до переліку найвідоміших і найзаможніших акторів. Він любить насолоджуватися життям, потопаючи в обожнюванні і дорогих речах. Однак у його житті відбувається збій, наслідки якого неможливо зупинити. За дуже високу винагороду Іллю на кілька днів просять зобразити батька маленької дитини.